# Comité Olímpico de las Antillas Neerlandesas
El Comité Olímpico de las Antillas Neerlandesas fue la entidad que atendía en dicho país todo lo relacionado con la aplicación de los principios que conforman la Carta Olímpica, conjunto de normas y reglamentaciones del Comité Olímpico Internacional (COI) que rigen al Movimiento Olímpico en el mundo, y también en su relacionamiento con la Organización Deportiva Panamericana (ODEPA), la Asociación de Comités Olímpicos Nacionales (ACNO) y la Organización Deportiva Sudamericana (ODESUR).
Fue fundado el 1932, reconocido por el Comité Olímpico Internacional el año 1950, extinto tras la disolución de las Antillas Neerlandesas en 2010.